# Emilio Menéndez del Valle
Emilio Menéndez del Valle (Madrid, 20 de junio de 1945) es un abogado y político español. En 1972 se licenció en derecho en la Universidad Complutense de Madrid. En el periodo de 1973-1975 estudió en la Escuela de Relaciones Internacionales de la Universidad de Columbia en Nueva York y en 1995 se doctoró en Ciencias Políticas por la Universidad Nacional de Educación a Distancia.
De 1975 a 1980 trabajó como profesor ayudante de Relaciones Internacionales en la Facultad de Ciencias Políticas y Sociología de la Universidad Complutense y de 1975 a 1985 como profesor de Relaciones Internacionales en la University of Southern California en Madrid.

## Cargos políticos
Fue embajador de España en Jordania (1983-1987) y en Italia (1987-1994). De 1985 a 1995 fue miembro de la Comisión Oficial Española para la fundación de la Universidad Euro árabe en España. El 1995-1996 fue asesor internacional de empresas de la construcción. En mayo de 1997 fue nombrado coordinador para Oriente Medio de la Oficina de Ayuda Humanitaria de la Comisión Europea (ECHO), cargo que ocupó hasta 1999.
En 1999 fue elegido diputado por el PSOE en las Elecciones al Parlamento Europeo de 1999 (España) y así también en las de 2004 y 2009. De 1999 a 2004 fue vicepresidente de la Delegación del Parlamento Europeo para Relaciones con el Consejo Legislativo Palestino y de 2004 a 2009 poniente para las relaciones UE- India. Desde 2009 es miembro de la Comisión de Comercio Internacional y de la Delegación para las Relaciones con la República Popular China.